# Andrzej Kolikowski
Andrzej Kolikowski (Ożarów Mazowiecki, 1954. – Zakopane, 1999. december 5.) lengyel maffiavezér, az egyik legismertebb lengyel bűnöző. Alvilági neve Pershing. Ożarów Mazowieckiből származott, egy városkából nem messze Pruszkówtól. Rendőri aktákban már 17 éves korában szerepelt.

## Élete
A középiskola elvégzés után egy ma már nem létező kábelgyárban soförként dolgozott. Később birkózott, majd a helyi KS Ożarowianka focicsapatban játszott. Labdarúgó karriert nem futott be. Nagyobb sikereket ért el később a szerencsejáték terén, sűrűn kártyázott és ruletezett; hatalmas összegeket rakott fel lóversenyekre. Ezenkívül elkötelezett híve volt a boksznak és a szép nőknek.
A 80-as években kezdett el üzletelni. Első pénzeit Németországban kereste, ahol megismerte Nikost és Baranint. A 80-as évek végén Varsóben egy illegális játékbarlangot nyitott nyugati mintára. Nyugatiak voltak az árak is: a drága belépő jogot adott a vevőnek ingyen játékra és ingyenes alkoholfogyasztásra. Pershing maga volt a krupié a rulettasztalnál. 1983-tól papíron sehol se volt alkalmazva. Ożarowban hatalmas házat épített magának. Szeretett drága luxusautóval furikázni.
1994. augusztus 11-én Sopotban letartoztatta a rendőrség 19 másik pruszkówi gengszterrel egyetemben. Varsóba szállítását követően Pershinget 1996-ban 4 év börtönre ítélték zsarolás és okirathamisítás miatt. A börtönből 1998-ban szabadult.
Maga Persing több merényletet túlélt, egy ilyen merénylet során sérült meg a testőre Andrzej F. "FLOREK". Ugyanebben az évben bomba robbant pershing mercedese alatt, de ezt is túlélte. Pershing 1999-ben Zakopanében három golyót kapott és meghalt az újraélesztés során.